# Conus sculpturatus
Conus sculpturatus é uma espécie de gastrópode do gênero Conus, pertencente a família Conidae.